# Bouviers rode franjeaap
Bouviers rode franjeaap (Piliocolobus bouvieri) is een zoogdier uit de familie van de apen van de Oude Wereld (Cercopithecidae), uit de onderfamilie van slankapen. Deze franjeaap was vier decennia niet officieel waargenomen tot hij in 2015 werd herontdekt in Congo-Brazzaville.

## Beschrijving
Bouviers rode franjeaap heeft een bruinrode vacht die iets lichter is dan de vacht van zijn nauwste verwant, Piliocolobus pennantii. De kop heeft een stukje zwarte tot chocoladebruine vacht die kleiner is dan P. pennantii. De aap heeft een witte kin en snorharen. Een band zwarte vacht strekt zich uit van boven de ogen tot aan de slapen. De ogen zijn omgeven door grote, roze oogringen.
De staart van de Bouviers rode franjeaap is lang in verhouding tot zijn kleine lichaam en is bruin aan de basis, vervagend tot bruinrood aan de punt. De vacht aan de onderkant is lichter dan de vacht op zijn rug. Er wordt aangenomen dat de Bouviers rode franjeaap van individu tot individu aanzienlijke gezichtsvariaties vertoont, variërend van licht vleeskleurig met zwartige wangen en wenkbrauwen tot donkerdere tinten over het hele gezicht, met uitzondering van de neus en lippen.

## Verspreiding
De Bouviers rode franjeaap leeft in moerasbossen rond de Kongo, tussen de mondingen van de Alima en de Ubangi. Waarschijnlijk komt de soort alleen voor in een afgelegen regenwoud in het Nationaal park Ntokou-Pikunda in Congo-Brazzaville. Het is geen schuwe soort, wat hem tot een makkelijk doelwit voor bushmeat-jagers maakt.

## Classificatie
Bouviers rode franjeaap werd voor het eerst beschreven in 1887 door Alphonse Trémeau de Rochebrune in zijn Faune de Sénégambie. Vele jaren werd de soort als ondersoort beschouwd van Piliocolobus pennantii als Procolobus pennantii ssp. bouvieri. In 2007 werd Bouviers rode franjeaap als zelfstandige soort geclassificeerd door Colin Groves. Hij stelt dat Piliocolobus een zelfstandig geslacht is, terwijl andere auteurs het als een subgeslacht van Procolobus zien. De soort kreeg daarom de wetenschappelijke naam Piliocolobus bouvieri.

## IUCN-status
In de publicaties van 2008 en 2016 van de IUCN werd de Bouviers rode franjeaap geclassificeerd als kritiek bedreigd met een notitie waarin stond dat de soort misschien uitgestorven was. Sinds de jaren 70 waren er geen individuen waargenomen en er werd gedacht dat op zijn minst 80% van de populatie was verloren gegaan door jacht en habitatverlies. Mogelijke waarnemingen werden gedaan in de jaren 0 door F. Petter en F. Vincent, maar deze werden gedaan op ruime afstand van het oorspronkelijk bekende leefgebied van de soort en konden ook niet worden bevestigd. In 2019 werd de status geüpdatet van kritiek bedreigd tot bedreigd, met de notitie erbij dat het oorspronkelijke leefgebied nu ook onbekende populaties in net noorden van Congo-Brazzaville omvatte. Bouviers rode franjeaap blijft nog steeds een zelden waargenomen soort, ondanks intensieve zoektochten.

## Herontdekking
In februari 2015 werd er door de Belg Lieven Devreese en Gaël Elie Gnondo Gobolo uit Congo-Brazzaville een expeditie gestart om te zoeken naar Bouviers rode franjeaap. Ze startten vanuit het stadje Owando en zagen de aap al snel, terwijl ze op de Bokiba in het Nationaal park Ntokou-Pikunda onderweg waren. Ze meldden de waarneming op 3 maart op Indiegogo, dat in samenwerking met de Wildlife Conservation Society geld had opgehaald voor deze expeditie. In april onthulden de expeditieleden de allereerste foto van de soort; een moeder met haar kind in een boom. Hiervoor was de soort alleen bekend bij wetenschappers door een paar museumexemplaren die tussen eind 19e en begin 20e eeuw waren verzameld, hoewel de soort bekend was bij de mensen die in het Bokiba-riviergebied woonden. In mei 2021 lukte het WNF-onderzoeker Jaap van der Waarde om een video te maken van de Bouviers rode franjeaap.